# هشدارهای خاموش
هشدارهای خاموش (به انگلیسی: Silent Warnings) یا برداشت تاریک (به انگلیسی: Dark Harvest) فیلمی تلویزیونی محصول سال ۲۰۰۳ و به کارگردانی کریستیان مک‌اینتایر است. در این فیلم بازیگرانی همچون استیون بالدوین، ای جی باکلی، بیلی زین، دیوید اودانل و میشل بورت ایفای نقش کرده‌اند.